# Еберфинг
Еберфинг (њем. Eberfing) општина је у њемачкој савезној држави Баварска. Једно је од 34 општинска средишта округа Вајлхајм-Шонгау. Према процјени из 2010. у општини је живјело 1.303 становника. Посједује регионалну шифру (AGS) 9190120.

## Географски и демографски подаци
Еберфинг се налази у савезној држави Баварска у округу Вајлхајм-Шонгау. Општина се налази на надморској висини од 610 метара. Површина општине износи 25,9 km². У самом мјесту је, према процјени из 2010. године, живјело 1.303 становника. Просјечна густина становништва износи 50 становника/km².